# Giro d'Italia 1961
Il Giro d'Italia 1961, quarantaquattresima edizione della "Corsa Rosa", si svolse in ventuno tappe dal 20 maggio all'11 giugno 1961, per un percorso totale di 4 004 km. Fu vinto da Arnaldo Pambianco.
Pambianco entrò nella fuga decisiva della quattordicesima tappa, conquistando la maglia rosa. Nonostante gli assalti di Anquetil, Gaul e Van Looy, riuscì a difendere il primato, piazzandosi al secondo posto nella tappa di Bormio con l'ascesa dello Stelvio.

## Tappe
| Tappa  | Data      | Percorso                                     | km    | Vincitore di tappa | Leader cl. generale     |
| ------ | --------- | -------------------------------------------- | ----- | ------------------ | ----------------------- |
| 1ª     | 20 maggio | Torino > Torino                              | 115   | Miguel Poblet      | Miguel Poblet           |
| 2ª     | 21 maggio | Torino > Sanremo                             | 185   | Miguel Poblet      | Miguel Poblet           |
| 3ª     | 22 maggio | Sanremo > Genova                             | 149   | Willy Schroeders   | Miguel Poblet           |
| 4ª     | 23 maggio | Cagliari > Cagliari                          | 118   | Oreste Magni       | Miguel Poblet           |
| 5ª     | 24 maggio | Marsala > Palermo                            | 144   | Louis Proost       | Miguel Poblet           |
|        | 25 maggio | giorno di riposo                             |       |                    |                         |
| 6ª     | 26 maggio | Palermo > Milazzo                            | 224   | Nino Defilippis    | Miguel Poblet           |
| 7ª     | 27 maggio | Reggio Calabria > Cosenza                    | 221   | Antonio Suárez     | Antonio Suárez          |
| 8ª     | 28 maggio | Cosenza > Taranto                            | 237   | Piet van Est       | Guillaume Van Tongerloo |
| 9ª     | 29 maggio | Castellana Grotte > Bari (cron. individuale) | 53    | Jacques Anquetil   | Guillaume Van Tongerloo |
| 10ª    | 30 maggio | Bari > Potenza                               | 140   | Vito Taccone       | Jacques Anquetil        |
| 11ª    | 31 maggio | Potenza > Teano                              | 252   | Pietro Chiodini    | Jacques Anquetil        |
| 12ª    | 1º giugno | Gaeta > Roma                                 | 149   | Renato Giusti      | Jacques Anquetil        |
| 13ª    | 2 giugno  | Mentana > Castelfidardo                      | 279   | Rik Van Looy       | Jacques Anquetil        |
| 14ª    | 3 giugno  | Ancona > Firenze                             | 250   | Silvano Ciampi     | Arnaldo Pambianco       |
| 15ª    | 4 giugno  | Firenze > Modena                             | 178   | Rik Van Looy       | Arnaldo Pambianco       |
| 16ª    | 5 giugno  | Modena > Vicenza                             | 207   | Adriano Zamboni    | Arnaldo Pambianco       |
| 17ª    | 6 giugno  | Vicenza > Trieste                            | 204   | Rik Van Looy       | Arnaldo Pambianco       |
|        | 7 giugno  | giorno di riposo                             |       |                    |                         |
| 18ª    | 8 giugno  | Trieste > Vittorio Veneto                    | 161   | Renato Giusti      | Arnaldo Pambianco       |
| 19ª    | 9 giugno  | Vittorio Veneto > Trento                     | 249   | Willy Schroeders   | Arnaldo Pambianco       |
| 20ª    | 10 giugno | Trento > Bormio                              | 275   | Charly Gaul        | Arnaldo Pambianco       |
| 21ª    | 11 giugno | Bormio > Milano                              | 214   | Miguel Poblet      | Arnaldo Pambianco       |
| Totale | Totale    | Totale                                       | 4 004 |                    |                         |

## Squadre e corridori partecipanti
| N.    | Cod. | Squadra          |
| ----- | ---- | ---------------- |
| 1-10  | HEL  | Fynsec           |
| 11-20 | ATA  | Atala            |
| 21-30 | BAR  | Baratti-Milano   |
| 31-40 | BIA  | Bianchi          |
| 41-50 | CAR  | Carpano          |
| 51-60 | EMI  | Emi              |
| 61-70 | FAE  | Faema            |
| 71-80 | FID  | Fides            |
| 81-90 | GAZ  | Gazzola-Fiorelli |

| N.      | Cod. | Squadra              |
| ------- | ---- | -------------------- |
| 91-100  | GHI  | Ghigi                |
| 101-110 | IGN  | Ignis                |
| 111-120 | LEG  | Legnano              |
| 121-130 | MOL  | Molteni              |
| 131-140 | PHI  | Philco               |
| 141-150 | SNP  | San Pellegrino Sport |
| 151-160 | TOR  | Torpado              |
| 161-170 | VOV  | Vov                  |

## Classifiche finali

### Classifica generale - Maglia rosa
| Pos. | Corridore            | Squadra | Tempo      |
| ---- | -------------------- | ------- | ---------- |
| 1    | Arnaldo Pambianco    | Fides   | 111h25'28" |
| 2    | Jacques Anquetil     | Fynsec  | a 3'45"    |
| 3    | Antonio Suárez       | Emi     | a 4'17"    |
| 4    | Charly Gaul          | Gazzola | a 4'22"    |
| 5    | Guido Carlesi        | Philco  | a 8'08"    |
| 6    | Hans Junkermann      | Gazzola | a 12'25"   |
| 7    | Rik Van Looy         | Faema   | a 12'38"   |
| 8    | Guill. Van Tongerloo | Faema   | a 14'18"   |
| 9    | Carlo Brugnami       | Torpado | a 16'05"   |
| 10   | Nino Defilippis      | Carpano | a 16'23"   |

### Classifica scalatori
| Pos. | Corridore           | Squadra | Punti |
| ---- | ------------------- | ------- | ----- |
| 1    | Vito Taccone        | Atala   | 270   |
| 2    | Gabriel Mas         | Emi     | 130   |
| 3    | Imerio Massignan    | Legnano | 120   |
| 4    | Federico Bahamontes | Vov     | 90    |
| 5    | Angelo Conterno     | Baratti | 70    |
| 5    | Jesús Galdeano      | Emi     | 70    |
| 5    | Hans Junkermann     | Gazzola | 70    |

### Classifica a squadre
| Pos. | Squadra | Punti |
| ---- | ------- | ----- |
| 1    | Faema   | 4959  |
| 2    | Torpado | 1964  |
| 3    | Ignis   | 1787  |
| 4    | Emi     | 1591  |
| 5    | Molteni | 1326  |